# Gåtebo

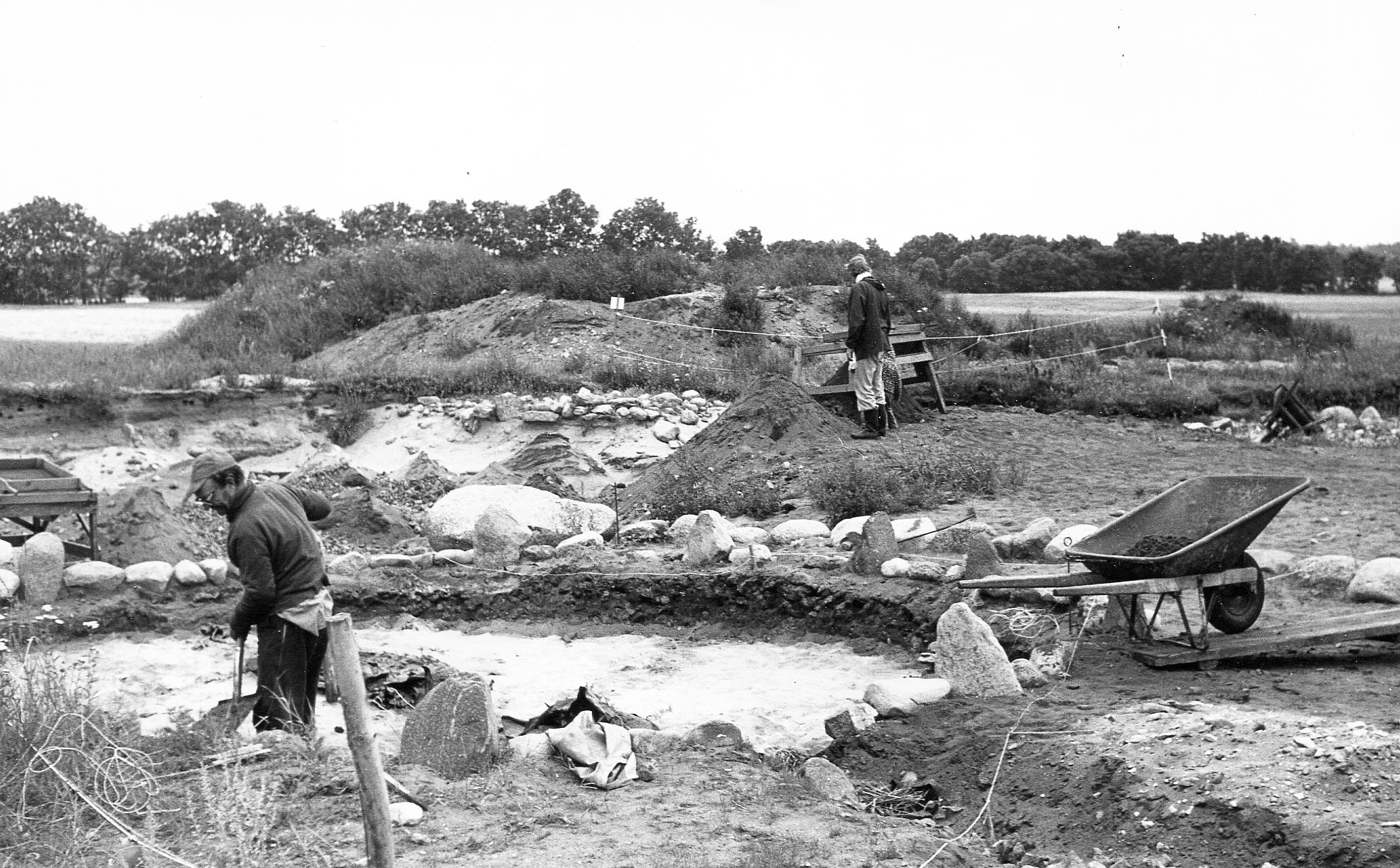
Arkeologiska utgrävningar vid Gåtebo, juli 1976.

Gåtebo är en by i Borgholms kommun på Öland, Bredsättra socken.
Byn omtalas i skriftliga källor första gången 1515 ('Gutwboda'), då en gård här tas upp i en jordebok över biskopens gods på Öland. 1541 fanns fyra gårdar i Gåtebo, tre tillhöriga kyrkan, samt en tillhörig biskopen som från 1551 var obebyggd och brukades av en bonde i Kläppinge.
Gåtebo var platsen för en arkeologisk utgrävning på 1970-talet som inkluderade utgrävningen av vad som kallades "Polska graven" som troligtvis är från 100-talet e.Kr. Liknande gravar finns i östra polen.
I byn finns ett hotell, och Gåtebo GK har en golfbana.

## Fotnoter
1. ↑  Det medeltida Sverige 4:3 Öland
2. ↑  Lindström, Jonathan (2022). Sveriges långa historia. Norstedts. sid. 322. ISBN 978-91-1-307659-1. Läst 18 mars 2025